# Anseba
Anseba (tigrinia: ዞባ ኣንሰባ, arab. إقليم عنسبا) – jeden z regionów Erytrei. Zajmuje obszar 23 200 km² i jest zamieszkiwany przez 731 769 osób (2008). Stolicą tego regionu jest miasto Keren.